# Вологодский радиотелецентр РТРС
Вологодский областной радиотелевизионный передающий центр (филиал РТРС «Вологодский ОРТПЦ») — подразделение Российской телевизионной и радиовещательной сети (РТРС), основной оператор цифрового эфирного и аналогового эфирного теле- и радиовещания Вологодской области.

## История
История Вологодского радиотелецентра уходит корнями в конец 50-х годов. Тогда были построены телестудия металлургов в Череповце и ретрансляционная телевизионная станция в Вологде.
1 сентября 1959 года начали свою работу Череповецкий телецентр и первая телевизионная станция в Вологодской области. Она транслировала собственные городские передачи: мультфильмы, кинофильмы и концерты.
Для трансляции Центрального телевидения (ЦТ) из Москвы было запланировано строительство радиорелейной связи на участке Ярославль — Вологда — Череповец. Вологодская телевизионная мачта была построена в 1960 году.
14 декабря 1961 года в Вологде заработала ретрансляционная станция. Жители города впервые получили возможность смотреть передачи Первой программы ЦТ. Через два года, после замены передатчика на более мощный, Центральное телевидение и радио пришли в Вологодский и соседние районы области.
В 1969 году Вологодскую ретрансляционную телевизионную станцию и телевизионный центр в Череповце ликвидировали. Вместо них была создана хозрасчётная областная радиотелевизионная передающая станция с подчинением областному производственно-техническому управлению связи Министерства связи СССР. В 1973 году станцию переименовали в Вологодский областной радиотелевизионный передающий центр.
К концу 80-х годов практически все районы области могли принимать ЦТ и радио.
В 1990-е годы Вологодский радиотелецентр построил и реконструировал несколько объектов вещания. В середине 1990-х годов начался перевод вещания на прием со спутника — для этого на объектах радиотелецентра было смонтировано несколько десятков цифровых спутниковых приемных станций.
С конца 1990-х до середины 2000-х годов при поддержке Правительства Вологодской области шло развитие радиовещания. «Радио России» пришло в отдаленные районы региона. Его передачи стали доступны более чем 90 % жителей Вологодской области.
В 1998 году Вологодский радиотелецентр вошел в состав ВГТРК.
В 2001 году по указу Президента России радиотелецентр стал филиалом РТРС «Вологодский ОРТПЦ».

## Деятельность в наши дни
В 2010 году филиал начал проектирование и строительство сети цифрового эфирного телевизионного вещания в Вологодской области. 25 декабря 2012 года в Вологде и в Череповце, затем 27 декабря на родине Деда Мороза — в Великом Устюге — в тестовом режиме были включены первые цифровые передатчики первого мультиплекса.
12 марта 2014 года вологодский филиал РТРС запустил вещание второго мультиплекса цифрового телевидения в Вологде, а 20 марта — в Череповце.
17 декабря 2014 года РТРС завершил строительство в Вологодской области сети цифрового эфирного вещания первого мультиплекса. С запуском тестового вещания в Вохтоге и в Грязовце охват населения региона «цифрой» достиг 97,8 %.
24 марта 2016 года состоялся торжественный запуск новой телевизионной башни в Вологде.
В 2017 году РТРС начал трансляцию региональных программ ГТРК «Вологда» в эфирной сетке телеканалов «Россия 1» и «Россия 24».
РТРС начал трансляцию региональных программ ГТРК «Вологда» на телеканалах «Россия 1» и «Россия 24» в составе пакета цифровых телеканалов.
20 ноября 2018 года РТРС начал трансляцию второго мультиплекса по всему региону.
14 октября 2019 года Вологодская область и еще 20 регионов отключили аналоговое телевещание федеральных телеканалов. Вологодская область полностью перешла на цифровое эфирное телевидение.
29 ноября 2019 года вологодский филиал РТРС и телеканал «Русский Север» начали трансляцию региональных программ в эфирной сетке телеканала ОТР в составе первого мультиплекса.

## Организация вещания
РТРС транслирует в Вологодской области:
- 20 телеканалов и три радиостанции в цифровом формате;
- 13 радиостанции в аналоговом формате.

Инфраструктура эфирного телерадиовещания вологодского филиала РТРС включает:
- областной радиотелецентр;
- пять производственных подразделений;
- центр формирования мультиплексов;
- 38 радиотелевизионных станций;
- 46 антенно-мачтовых сооружений;
- 72 приемные земные станции спутниковой связи;
- приемо-передающую земную станцию спутниковой связи;
- 15 радиорелейных станций;
- 482,7 км радиорелейных линий связи.